# ضاحية نلغيري
نيلجريس رمزها «NI» (بالإنجليزية: Nilgiris)‏ ، هو تقسيم إداري لدولة الهند تتبع ولاية تاميل نادو (بالإنجليزية: Tamil  Nadu)‏ ، مركزها هو مدينة اووتاكاموند (بالإنجليزية: Udagamandalam  (Ootacamund))‏ عدد سكانها حسب تعداد سنة 2001 هو 764,826 ، مساحتها 2,549 كم² وكثافة السكان 300 لكل كم² .